# European Winners' Cup 2019
Navigation
Traiskirchen 2018 Varsovie 2022
La European Winners' Cup 2019 est la douzième édition de la European Winners' Cup, la compétition annuelle opposant les meilleures équipes des principaux championnats européens de tchoukball. La compétition a lieu du 29 au 31 mars 2019 à Radevormwald, dans le Land de Rhénanie-du-Nord-Westphalie, dans l'ouest de l'Allemagne. Douze équipes de huit pays participent à la compétition.

## Équipes participantes
Les équipes participants à la compétition son les suivantes :
- Allemagne :
  - TuS Oeckinghausen
  - ASC Weimar
- Autriche :
  - RuckTchouk Traiskirchen
- France :
  - Tchoukball Club Comtois
- Italie :
  - Ferrara Bulls
  - Saronno Castor
- Pologne :
  - Ursus Rybnik
- République tchèque :
  - Ljmeta Lomnice
- Royaume-Uni :
  - Bury Kings
  - Guildford Inferno
- Suisse :
  - La Chaux-de-Fonds Beehives
  - Meyrin Panthers

## Compétition

### Format
Les douze équipes sont réparties dans deux groupes de six. Chaque équipe joue une fois contre les cinq autres de son groupe. Les deux premières équipes de chaque groupe sont qualifiées pour les demi-finales, les deux suivantes pour les demi-finales pour la cinquième place et les deux dernières pour les demi-finales pour la neuvième place. Des finales pour chaque place a lieu après ces demi-finales.

### Règles
Les matches se jouent selon les règles officielles de la Fédération internationale de tchoukball (FITB).

## Résultats

### Tour préliminaire

#### Groupe A

##### Résultats
| Date         | Domicile                   | Score | Extérieur                  |
| ------------ | -------------------------- | ----- | -------------------------- |
| 29 mars 2019 | Limeta Lomnice             | 42-73 | TuS Oeckinghausen          |
| 29 mars 2019 | La Chaux-de-Fonds Beehives | 66-49 | Bury Kings                 |
| 29 mars 2019 | TuS Oeckinghausen          | 63-67 | Ferrara Bulls              |
| 29 mars 2019 | Tchoukball Club Comtois    | 51-53 | Limeta Lomnice             |
| 30 mars 2019 | Bury Kings                 | 53-62 | Ferrara Bulls              |
| 30 mars 2019 | Tchoukball Club Comtois    | 36-64 | La Chaux-de-Fonds Beehives |
| 30 mars 2019 | TuS Oeckinghausen          | 65-49 | Bury Kings                 |
| 30 mars 2019 | Limeta Lomnice             | 47-69 | La Chaux-de-Fonds Beehives |
| 30 mars 2019 | Ferrara Bulls              | 65-34 | Tchoukball Club Comtois    |
| 30 mars 2019 | Limeta Lomnice             | 62-60 | Bury Kings                 |
| 30 mars 2019 | TuS Oeckinghausen          | 69-41 | Tchoukball Club Comtois    |
| 30 mars 2019 | Ferrara Bulls              | 61-57 | La Chaux-de-Fonds Beehives |
| 30 mars 2019 | Bury Kings                 | 65-40 | Tchoukball Club Comtois    |
| 30 mars 2019 | Ferrara Bulls              | 81-43 | Limeta Lomnice             |
| 30 mars 2019 | La Chaux-de-Fonds Beehives | 69-63 | TuS Oeckinghausen          |

##### Classement
| Rang | Équipe                     | MJ | V | N | D | PM  | PE  | Diff | Pts |
| ---- | -------------------------- | -- | - | - | - | --- | --- | ---- | --- |
| 1er  | Ferrara Bulls              | 5  | 5 | 0 | 0 | 336 | 250 | 86   | 15  |
| 2e   | La Chaux-de-Fonds Beehives | 5  | 4 | 0 | 1 | 325 | 256 | 69   | 13  |
| 3e   | TuS Oeckinghausen          | 5  | 3 | 0 | 2 | 333 | 268 | 65   | 11  |
| 4e   | Limeta Lomnice             | 5  | 2 | 0 | 3 | 247 | 334 | -87  | 9   |
| 5e   | Bury Kings                 | 5  | 1 | 0 | 4 | 276 | 295 | -19  | 7   |
| 6e   | Tchoukball Club Comtois    | 5  | 0 | 0 | 5 | 202 | 316 | -114 | 5   |

|  | Qualifié pour les demi-finales |

#### Groupe B

##### Résultats
| Date         | Domicile                | Score | Extérieur               |
| ------------ | ----------------------- | ----- | ----------------------- |
| 29 mars 2019 | ASC Weimar              | 60-68 | Ursus Rybnik            |
| 29 mars 2019 | RuckTchouk Traiskirchen | 75-62 | Guildford Inferno       |
| 29 mars 2019 | Meyrin Panthers         | 76-43 | ASC Weimar              |
| 29 mars 2019 | Saronno Castor          | 72-51 | Ursus Rybnik            |
| 30 mars 2019 | Guildford Inferno       | 55-71 | Meyrin Panthers         |
| 30 mars 2019 | Ursus Rybnik            | 47-72 | RuckTchouk Traiskirchen |
| 30 mars 2019 | ASC Weimar              | 71-73 | Guildford Inferno       |
| 30 mars 2019 | RuckTchouk Traiskirchen | 62-51 | Saronno Castor          |
| 30 mars 2019 | Meyrin Panthers         | 59-43 | Ursus Rybnik            |
| 30 mars 2019 | Guildford Inferno       | 44-67 | Saronno Castor          |
| 30 mars 2019 | ASC Weimar              | 43-85 | RuckTchouk Traiskirchen |
| 30 mars 2019 | Saronno Castor          | 54-57 | Meyrin Panthers         |
| 30 mars 2019 | Ursus Rybnik            | 70-41 | Guildford Inferno       |
| 30 mars 2019 | RuckTchouk Traiskirchen | 65-64 | Meyrin Panthers         |
| 30 mars 2019 | Saronno Castor          | 70-58 | ASC Weimar              |

##### Classement
| Rang | Équipe                  | MJ | V | N | D | PM  | PE  | Diff | Pts |
| ---- | ----------------------- | -- | - | - | - | --- | --- | ---- | --- |
| 1er  | RuckTchouk Traiskirchen | 5  | 5 | 0 | 0 | 359 | 267 | 92   | 15  |
| 2e   | Meyrin Panthers         | 5  | 4 | 0 | 1 | 327 | 260 | 67   | 13  |
| 3e   | Saronno Castor          | 5  | 3 | 0 | 2 | 314 | 272 | 42   | 11  |
| 4e   | Ursus Rybnik            | 5  | 2 | 0 | 3 | 279 | 304 | -25  | 9   |
| 5e   | Guildford Inferno       | 5  | 1 | 0 | 4 | 275 | 354 | -79  | 7   |
| 6e   | ASC Weimar              | 5  | 0 | 0 | 5 | 275 | 372 | -97  | 5   |

|  | Qualifié pour les demi-finales |

### Tour final
Tableau récapitulatif du tour final :
|  | Demi-finales               | Demi-finales    |                         |    | Finale | Finale |
|  | Demi-finales               | Demi-finales    |                         |    | Finale | Finale |
|  |                            |                 |                         |    |        |        |
|  |                            |                 |                         |    |        |        |
|  |                            |                 |                         |    |        |        |
|  | La Chaux-de-Fonds Beehives | 53              |                         |    |        |        |
|  | La Chaux-de-Fonds Beehives | 53              |                         |    |        |        |
|  | RuckTchouk Traiskirchen    | 73              |                         |    |        |        |
|  | RuckTchouk Traiskirchen    | 73              | RuckTchouk Traiskirchen | 68 |        |        |
|  |                            |                 | RuckTchouk Traiskirchen | 68 |        |        |
|  |                            | Meyrin Panthers | 52                      |    |        |        |
|  | Ferrara Bulls              | Meyrin Panthers | 52                      | 60 |        |        |
|  | Ferrara Bulls              |                 |                         | 60 |        |        |
|  | Meyrin Panthers            | 65              |                         |    |        |        |
|  | Meyrin Panthers            | 65              | Match pour la 3e place  |    |        |        |
|  |                            |                 |                         |    |        |        |
|  |                            |                 |                         |    |        |        |
|  |                            |                 |                         |    |        |        |
|  | La Chaux-de-Fonds Beehives | 58              |                         |    |        |        |
|  | La Chaux-de-Fonds Beehives | 58              |                         |    |        |        |
|  | Ferrara Bulls              | 66              |                         |    |        |        |
|  | Ferrara Bulls              | 66              |                         |    |        |        |

|  | Demi-finales de classement | Demi-finales de classement |                        |    | Match pour la 5e place | Match pour la 5e place |
|  | Demi-finales de classement | Demi-finales de classement |                        |    | Match pour la 5e place | Match pour la 5e place |
|  |                            |                            |                        |    |                        |                        |
|  |                            |                            |                        |    |                        |                        |
|  |                            |                            |                        |    |                        |                        |
|  | TuS Oeckinghausen          | 61                         |                        |    |                        |                        |
|  | TuS Oeckinghausen          | 61                         |                        |    |                        |                        |
|  | Ursus Rybnik               | 35                         |                        |    |                        |                        |
|  | Ursus Rybnik               | 35                         | TuS Oeckinghausen      | 69 |                        |                        |
|  |                            |                            | TuS Oeckinghausen      | 69 |                        |                        |
|  |                            | Saronno Castor             | 63                     |    |                        |                        |
|  | Limeta Lomnice             | Saronno Castor             | 63                     | 45 |                        |                        |
|  | Limeta Lomnice             |                            |                        | 45 |                        |                        |
|  | Saronno Castor             | 76                         |                        |    |                        |                        |
|  | Saronno Castor             | 76                         | Match pour la 7e place |    |                        |                        |
|  |                            |                            |                        |    |                        |                        |
|  |                            |                            |                        |    |                        |                        |
|  |                            |                            |                        |    |                        |                        |
|  | Ursus Rybnik               | 50                         |                        |    |                        |                        |
|  | Ursus Rybnik               | 50                         |                        |    |                        |                        |
|  | Limeta Lomnice             | 60                         |                        |    |                        |                        |
|  | Limeta Lomnice             | 60                         |                        |    |                        |                        |

|  | Demi-finales de classement | Demi-finales de classement |                         |    | Match pour la 9e place | Match pour la 9e place |
|  | Demi-finales de classement | Demi-finales de classement |                         |    | Match pour la 9e place | Match pour la 9e place |
|  |                            |                            |                         |    |                        |                        |
|  |                            |                            |                         |    |                        |                        |
|  |                            |                            |                         |    |                        |                        |
|  | Bury Kings                 | 66                         |                         |    |                        |                        |
|  | Bury Kings                 | 66                         |                         |    |                        |                        |
|  | ASC Weimar                 | 58                         |                         |    |                        |                        |
|  | ASC Weimar                 | 58                         | Guildford Inferno       | 58 |                        |                        |
|  |                            |                            | Guildford Inferno       | 58 |                        |                        |
|  |                            | Bury Kings                 | 50                      |    |                        |                        |
|  | Guildford Inferno          | Bury Kings                 | 50                      | 50 |                        |                        |
|  | Guildford Inferno          |                            |                         | 50 |                        |                        |
|  | Tchoukball Club Comtois    | 39                         |                         |    |                        |                        |
|  | Tchoukball Club Comtois    | 39                         | Match pour la 11e place |    |                        |                        |
|  |                            |                            |                         |    |                        |                        |
|  |                            |                            |                         |    |                        |                        |
|  |                            |                            |                         |    |                        |                        |
|  | Tchoukball Club Comtois    | 53                         |                         |    |                        |                        |
|  | Tchoukball Club Comtois    | 53                         |                         |    |                        |                        |
|  | ASC Weimar                 | 61                         |                         |    |                        |                        |
|  | ASC Weimar                 | 61                         |                         |    |                        |                        |

## Classement final
| Rang | Équipe                     | Pays               |
| ---- | -------------------------- | ------------------ |
| 1er  | RuckTchouk Traiskirchen    | Autriche           |
| 2e   | Meyrin Panthers            | Suisse             |
| 3e   | Ferrara Bulls              | Italie             |
| 4e   | La Chaux-de-Fonds Beehives | Suisse             |
| 5e   | TuS Oeckinghausen          | Allemagne          |
| 6e   | Saronno Castor             | Italie             |
| 7e   | Limeta Lomnice             | République tchèque |
| 8e   | Ursus Rybnik               | Pologne            |
| 9e   | Guildford Inferno          | Royaume-Uni        |
| 10e  | Bury Kings                 | Royaume-Uni        |
| 11e  | ASC Weimar                 | Allemagne          |
| 12e  | Tchoukball Club Comtois    | France             |